# Natalia Kutuzova
Natalia Anatolyevna Kutuzova (em russo, Наталья Анатольевна Кутузова: Moscou, 18 de março de 1975) é uma jogadora de polo aquático russa, medalhista olímpica.

## Carreira
Natalia Kutuzova fez parte do elenco medalha de bronze em Sydney 2000